# S.A.D. Majadahonda
Le Majadahonda Hockey Club est un club de hockey sur glace espagnol évoluant cette saison en Superliga Española. L'équipe est basée à Majadahonda, une ville de la banlieue de Madrid.

## Palmarès
- Championnat d'Espagne (1)
  - 1998

Meilleur résultat en Copa del Rey
- 1/2 finaliste en 1998 et 2002

## Historique
Créé en 1992, le club prend la relève du CH Boadilla, lui-même étant l'émanation du CH Madrid. Devant le faible succès rencontré par ce nouveau club, les dirigeants vont décider de recréer le CH Madrid en 2002. Mais deux ans après, le Majadahonda HC va renaître et évoluer en toute autonomie.

### Résultats saison par saison
| Saison    | Championnat          | Coupe d'Espagne      | Coupe d'Europe       |
| --------- | -------------------- | -------------------- | -------------------- |
| 1996-1997 | 1/2 Finale           | 1/4 Finale           | -                    |
| 1997-1998 | Champion             | 1/2 Finale           | -                    |
| 1998-1999 | 5e                   | ?                    | -                    |
| 1999-2000 | 1/2 Finale           | ?                    | -                    |
| 2000-2001 | 6e                   | ?                    | -                    |
| 2001-2002 | 5e                   | 1/2 Finale           | -                    |
| 2002-2004 | Sans activité sénior | Sans activité sénior | Sans activité sénior |
| 2004-2005 | 7e                   | ?                    | -                    |
| 2005-2006 | 7e                   | ?                    | -                    |
| 2006-2007 | 1/4 Finale           | 1/4 Finale           | -                    |
| 2007-2008 | 1/4 Finale           | 1/4 Finale           | -                    |